# Gasausbruch (Bergbau)
Als Gasausbruch bezeichnet man im Bergbau und auch im Tunnelbau das plötzliche und verstärkte Austreten von Gasen aus dem Gebirge. Bei einem untertägigen Gasausbruch werden so in kürzester Zeit sehr große Gasmengen freigesetzt, die vom Wetterstrom nicht schnell genug abgeleitet werden können. Dies führt dazu, dass es in einem begrenzten Bereich zu einer hohen Konzentration des ausströmenden Gases kommt.

## Gasentstehung und Freisetzung
Bei der Entstehung der Steinkohle entstand neben der Steinkohle auch das Grubengas Methan. Dieses Gas ist im Normalfall in der Kohle und im Nebengestein gebunden. Beim Abbau der Steinkohle wird nicht nur das in dem jeweiligen abgebauten Flöz anfallende Grubengas freigesetzt, sondern auch das im Nebengestein und in den benachbarten Flözen eingeschlossene Gas. Aufgrund des Gebirgsdruckes kann der Druck im Gas auf 40 Bar und teilweise sogar noch höher ansteigen. Solange die Kohle vom Nebengestein fest eingeschlossen wird, hat dies keinerlei Auswirkungen. Wenn die Kohle nun durch die Erstellung von Grubenbauen nicht mehr fest vom Nebengestein eingeschlossen wird, kann es an der freigelegten Stelle, bedingt durch den hohen Gasdruck des in der Kohle eingeschlossenen Methans zu einer Zermürbung des Gefüges der Kohle kommen. Dies führt dann zu einem plötzlichen Ausbruch des eingeschlossenen Gases. Die Ausbrüche sind besonders heftig, wenn sie an Staubkohlennester gebunden sind. Neben dem Gasausbruch kommt es zusätzlich auch zu einem Auswurf großer Kohlenmengen. Diese Kohlen werden dann schlagartig in den freien Grubenraum geschleudert. Die Menge der hereingeschleuderten Kohle ist so groß, dass die betroffenen Strecken oftmals über eine größere Länge mit Kohle gefüllt sind. Die Neigung zu solchen Ausbrüchen und ihre Anzahl wächst mit steigender Teufe.
In Braunkohleflözen ist der Inkohlungsprozess noch nicht abgeschlossen. Bestimmte Flöze befinden sich noch im Zustand der Kohlensäuregärung. Aus diesem Grund bildet sich hier das Gas Kohlendioxid, das ebenfalls in der Kohle eingeschlossen ist. Da Braunkohle eine hohe Feuchtigkeit aufweist, entsteht aus dem Kohlendioxid dann Kohlensäure. Auch hier kommt es unter bestimmten Voraussetzungen zu einem Gasausbruch. Im Kaligebirge gibt es an einigen Stellen im Mineral große Kohlendioxideinlagerungen. Obwohl das Gas normalerweise im Mineral gebunden ist, kann es plötzlich z. B. durch eine Sprengung freigesetzt werden. Bei einem solchen Gasausbruch werden dann innerhalb weniger Minuten mehrere tausend Kubikmeter Kohlensäure freigesetzt.

## Auswirkung
Durch einen Gasausbruch kann es zu schweren Unfällen kommen. Im Jahr 1865 kam es auf der Kohlengrube Midi de Dour in einer Teufe von 468 Metern zu einem Gasausbruch aus einem Steinkohleflöz. Die freigesetzte Gasmenge war so groß, dass das aus dem Förderschacht ausströmende Gasgemisch sich an einem Feuer entzündete und es zur Explosion kam. Bei diesem Gasausbruch wurden zwei Bergleute, die sich vor Ort befanden, vom Gasstrom mehrere Meter weggeschleudert. Bei einem Gasausbruch auf der Grube Agrappe im Jahr 1879 kamen 121 Menschen ums Leben. Besonders gefährdet sind auch die Rettungsmannschaften, wenn sie im Ereignisfall übereilt vorgehen. So sind schon mehrere Retter in Abhauen oder Gesenken durch unüberlegtes Handeln zu Tode gekommen.

## Vorbeugung
Auf Bergwerken, die aufgrund ihrer Geologie unter Gasausbrüchen leiden, ist es kaum möglich, solche Ausbrüche zu vermeiden. Allerdings lässt sich durch bestimmte Kenngrößen die Gasausbruchsgefahr besser beurteilen. Durch Maßnahmen wie die gezielte Absaugung des Grubengases lassen sich Gasausbrüche erheblich reduzieren. Zusätzlich zur Gasabsaugung hat sich der Abbau von sogenannten Schutzflözen zur Bekämpfung der Ausbruchsgefahr bewährt. Hierbei werden ungefährliche Flöze im Hangenden oder im Liegenden des gefährdeten Flözes zuerst abgebaut. Dadurch kommt es zu einer Druckentlastung des ausbruchgefährdeten Flözes und in Folge davon zu einer Vorentgasung. Dadurch ist der Abbau in diesem Flöz geschützt. Eine weitere Maßnahme ist die gezielte Vermeidung von Querschlägen in den gefährdeten Bereichen. Sobald das gefährdete Flöz angefahren ist, wird durch Erschütterungsschießen der Druck im Flöz aufgelockert. Durch diese Maßnahmen kann die Gasausbruchsgefahr erheblich reduziert oder auch bekämpft werden. Für die Bergleute, die in diesen Bereichen arbeiten, werden Druckluft-Notatemluftspender installiert.